# قائمة أعضاء مجلس النواب السوري 1961
هذه قائمة النواب المنتخبين لمجلس النواب السوري عام 1961. جرت الانتخابات النيابية في سوريا في الفترة من 1 إلى 2 كانون الأول (ديسمبر) 1961. قُدّر عدد الناخبين المؤهلين بما يتراوح بين 1،000،000 و 1،250،000، لكن لم توجد إحصاءات رسمية. تنافس أكثر من 1800 مرشح، من بينهم 11 امرأة، على المجلس التأسيسي المكون من 172 مقعدًا. بلغت نسبة المشاركة في الانتخابات 14.4%  من مجموع السكان.

## نتائج الانتخابات
تصدّر النتائج حزب الشعب يليه الحزب الوطني، وهما الحزبان اللذان ضمّا النخبة السياسية التقليدية. ونتيجة ذلك انتُخب ناظم القدسي رئيسًا للجمهورية بتأييد 153 صوتًا، وتشكّلت حكومة برئاسة معروف الدواليبي. وردَت اختلافات في تقارير الصحف والإذاعات عن نتائج الانتخابات، وكان أبرز من وثّقها صحيفتا النهار والجريدة اللبنانيّتين.
أشارت النهار إلى حصول حزب الشعب على 33 مقعداً، والوطني على 21، والبعث على 15 مقعدًا بمن فيهم أكرم الحوراني وأنصاره، وحلفاء البعث على 5، والإخوان المسلمون على 10 مقاعد. بينما كتبت الجريدة أن عدد مقاعد حزب الشعب كانت 32 والوطني 18 والبعث 18 بالإضافة إلى 6 مقاعد لأنصار الحوراني، وحصول الإخوان المسلمين على مقعدين فقط. وكتب أكرم الحوراني في مذكراته أنه دخل الانتخابات في حماة متزعمًا القائمة الاشتراكية بعد أن شكّل «حركة الاشتراكيين العرب» منفصلًا عن البعث. أتت الحركة استمرارًا للحزب العربي الاشتراكي الذي أسسه الحوراني في السابق، وحصلت على 17 مقعدًا في المجلس وشكّلت الكتلة الاشتراكية بقيادته. وكانت الكتلة هي الوحيدة التي لم تصوت لناظم القدسي.

## القائمة
| مستقل | حزب الشعب | الحزب الوطني | حزب البعث والمتحالفين معه | الإخوان المسلمون | حركة التحرر العربي |

| المقاعد المحجوزة للبدو | المقاعد المحجوزة للمسيحيين | رئيس مجلس النواب |

### محافظة دمشق
ضمّت محافظة دمشق ثماني دوائر وخُصّص لها 33 مقعدًا: دمشق (17 مقعدًا، 3 منهم للمسيحيين)، الغوطة (3 مقاعد)، دوما (4 مقاعد)، النبك (مقعدين)، القطيفة (مقعد واحد)، الزبداني (مقعد واحد)، القنيطرة (3 مقاعد)، قطنا (مقعدان).
|  | اسم                                       | الحزب              | الدائرة الانتخابية |
|  | ----------------------------------------- | ------------------ | ------------------ |
|  | خالد العظم                                | مستقل              | دمشق               |
|  | مأمون الكزبري (رئيس المجلس بين 1961-1962) | مستقل              | دمشق               |
|  | عصام العطار                               | الإخوان المسلمون   | دمشق               |
|  | محمد عابدين                               | مستقل              | دمشق               |
|  | صبري العسلي                               | الحزب الوطني       | دمشق               |
|  | حسين خطاب                                 | الإخوان المسلمون   | دمشق               |
|  | سعيد الغزي (رئيس المجلس بين 1962-1963)    | مستقل              | دمشق               |
|  | رشاد جبري                                 | مستقل              | دمشق               |
|  | فؤاد العادل                               | مستقل              | دمشق               |
|  | عدنان القوتلي                             | الحزب الوطني       | دمشق               |
|  | رشيد الدقر                                | مستقل              | دمشق               |
|  | عمر عودة الخطيب                           | الإخوان المسلمون   | دمشق               |
|  | زهير الجاويش                              | الإخوان المسلمون   | دمشق               |
|  | بشير رمضان                                | مستقل              | دمشق               |
|  | عوض بركات                                 | مستقل              | دمشق               |
|  | سهيل الخوري                               | الحزب الوطني       | دمشق               |
|  | حنين صحناوي                               | مستقل              | دمشق               |
|  | محمد سعيد العبار                          | الإخوان المسلمون   | الغوطة             |
|  | عبد الرؤوف أبو طوق                        | الإخوان المسلمون   | الغوطة             |
|  | مظهر الشربجي                              | الحزب الوطني       | الغوطة             |
|  | محمود الحكيم                              | حزب البعث          | دوما               |
|  | أحمد إسماعيل                              | حركة التحرر العربي | دوما               |
|  | محمد صبحي طه                              | مستقل              | دوما               |
|  | محمود العظم                               | الحزب الوطني       | دوما               |
|  | أمين النفوري                              | مستقل              | النبك              |
|  | إبراهيم طيفور                             | الحزب الوطني       | النبك              |
|  | محمود محمد دياب                           | مستقل              | القطيفة            |
|  | جميل الشماط                               | مستقل              | الزبداني           |
|  | فاعور بن محمود الفاعور                    | مستقل (عشائر)      | القنيطرة           |
|  | عبد الرزاق الطحان                         | مستقل              | القنيطرة           |
|  | عبد الرحمن أيوب                           | مستقل              | القنيطرة           |
|  | حسين مريود                                | حزب البعث          | قطنا               |
|  | عادل عجلاني                               | الحزب الوطني       | قطنا               |

### محافظة درعا
كان لمحافظة درعا دائرتان وخصص لهما 7 مقاعد: درعا (3 مقاعد) وإزرع (4 مقاعد).
|  | اسم                 | الحزب              | الدائرة الانتخابية |
|  | ------------------- | ------------------ | ------------------ |
|  | إبراهيم رزق أبو زيد | مستقل              | درعا               |
|  | عبد اللطيف المقداد  | مستقل              | درعا               |
|  | محمد مفلح الزعبي    | مستقل              | درعا               |
|  | أحمد عبد الكريم     | مستقل              | إزرع               |
|  | عبد الحميد الخليل   | حركة التحرر العربي | إزرع               |
|  | محمد خير الحريري    | الحزب الوطني       | إزرع               |
|  | خالد السرحاني       | مستقل              | إزرع               |

### محافظة السويداء
ضمت محافظة السويداء ثلاث دوائر وخصص لها 4 مقاعد: السويداء (مقعدين) وصلخد (مقعد واحد) والشهباء (مقعد واحد).
|  | اسم               | الحزب     | الدائرة الانتخابية |
|  | ----------------- | --------- | ------------------ |
|  | حسين مرشد         | مستقل     | السويداء           |
|  | نايف جربوع        | حزب البعث | السويداء           |
|  | محمد مصطفى الأطرش | مستقل     | صلخد               |
|  | نواف حسن عامر     | حزب البعث | شهبا               |

### محافظة حمص
ضمت محافظة حمص أربع دوائر، وخصص لها 16 مقعدًا: حمص (11 مقعدًا، بينهم مقعد واحد للمسيحيين)، وجب الجراح (مقعد واحد)، وتدمر (مقعد واحد)، وتلكلخ (3 مقاعد، بينهم مقعد واحد للمسيحيين).
|  | اسم                     | الحزب              | الدائرة الانتخابية |
|  | ----------------------- | ------------------ | ------------------ |
|  | راتب الحسامي            | حزب الشعب          | حمص                |
|  | فيضي الأتاسي            | حزب الشعب          | حمص                |
|  | فرحان الجندلي           | حزب الشعب          | حمص                |
|  | سامي طيارة              | حركة التحرر العربي | حمص                |
|  | سعيد التلاوي            | الحزب الوطني       | حمص                |
|  | محمد علي مشعل           | الإخوان المسلمون   | حمص                |
|  | طيب الخوجا              | الإخوان المسلمون   | حمص                |
|  | هاني السباعي            | حزب الشعب          | حمص                |
|  | منيب رسلان              | مستقل              | حمص                |
|  | عبد الله فركوح          | الحزب الوطني       | حمص                |
|  | مسلم حداد               | حزب الشعب          | حمص                |
|  | أحمد ضحية               | مستقل              | جب الجراح          |
|  | منير أحمد الفياض        | مستقل              | تدمر               |
|  | منصور توفيق الحسن       | مستقل              | تلكلخ              |
|  | عبد الكريم دباح الدندشي | حركة التحرر العربي | تلكلخ              |
|  | خليل جرجس دعاس          | مستقل              | تلكلخ              |

### محافظة حماة
كان لمحافظة حماة أربع دوائر، وخصص لها 13 مقعدًا: حماة (7 مقاعد، بينهم مقعد واحد للمسيحيين)، السلمية (مقعدين)، سن السعين (مقعد واحد)، مصياف (3 مقاعد). فازت قائمة الاشتراكيين العرب بقيادة أكرم الحوراني بجميع المقاعد السبعة في دائرة حماة في مواجهة قائمة ائتلافية تضم الإخوان المسلمين وعدد من الإقطاعيين. وفي دائرة مصياف فاز ثلاثة بعثيين حسب جريدة النهار، بينما يصنف الحوراني كل من قحطان هواش وعبد الهادي عباس أنهما ضمن قائمة الاشتراكيين العرب في مصياف، ومحمد سليمان علي معروف بأنه من المستقلين. وفاز في دائرة السعن أحد العرب الاشتراكيين لكنه لم يكن ضمن قوائم الحوراني.
|  | اسم                          | الحزب           | الدائرة الانتخابية |
|  | ---------------------------- | --------------- | ------------------ |
|  | أكرم الحوراني                | حزب البعث       | حماة               |
|  | مصطفى حمدون                  | حزب البعث       | حماة               |
|  | عبد الغني قنوت               | حزب البعث       | حماة               |
|  | عبد العزيز عثمان             | حزب البعث       | حماة               |
|  | محمد علي عدي                 | حزب البعث       | حماة               |
|  | محمد عطورة                   | حزب البعث       | حماة               |
|  | خليل كلاس                    | حزب البعث       | حماة               |
|  | مصطفى ميرزا                  | مستقل           | سلمية              |
|  | مصطفى تامر                   | مستقل           | سلمية              |
|  | محمد بن عبد الكريم ديوب ناصر | مستقل (اشتراكي) | السعن والسعين      |
|  | قحطان هواش                   | حزب البعث       | مصياف              |
|  | محمد سليمان علي معروف        | حزب البعث       | مصياف              |
|  | عبد الهادي أحمد عباس         | حزب البعث       | مصياف              |

### محافظة الحسكة
كان لمحافظة الحسكة أربع دوائر وخصص لها 10 مقاعد بينهم 7 للعشائر الريفية التي من ضمنها الأكراد، وتوزعت المقاعد على الشكل الآتي: الحسكة (4 مقاعد، بينهم مقعد واحد للمسيحيين)، الشدادي (مقعد واحد)، القامشلي (4 مقاعد، بينهم مقعد واحد للمسيحيين)، المالكية (مقعد واحد).
|  | اسم                     | الحزب         | الدائرة الانتخابية |
|  | ----------------------- | ------------- | ------------------ |
|  | محمد رشاد الزوبع        | مستقل (عشائر) | الحسكة             |
|  | خليل إبراهيم باشا       | مستقل (عشائر) | الحسكة             |
|  | كعود خالد الطلاع        | مستقل (عشائر) | الحسكة             |
|  | زيا ملك إسماعيل         | مستقل         | الحسكة             |
|  | سليمان علي الأسعد       | مستقل (عشائر) | الشدادي            |
|  | عبد الرزاق الحسو        | مستقل (عشائر) | القامشلي           |
|  | عبد الرزاق النايف       | مستقل (عشائر) | القامشلي           |
|  | طلعت عبد القادر         | مستقل         | القامشلي           |
|  | إلياس نجار              | مستقل         | القامشلي           |
|  | دحام نايف بك مصطفى باشا | مستقل (عشائر) | المالكية           |

### محافظة دير الزور
كان لمحافظة دير الزور ثلاث دوائر، وخصص لها 9 مقاعد بينهم 4 للعشائر: دير الزور (5 مقاعد)، الميادين (مقعدين)، البوكمال (مقعدين).
|  | اسم                       | الحزب             | الدائرة الانتخابية |
|  | ------------------------- | ----------------- | ------------------ |
|  | عبد الصمد الفتيح          | مستقل             | دير الزور          |
|  | راغب البشير               | مستقل             | دير الزور          |
|  | جلال السيد                | مستقل             | دير الزور          |
|  | عبد الرحمن الهنيدي        | حزب الشعب         | دير الزور          |
|  | عبد الكريم الفرحان الفياض | مستقل             | دير الزور          |
|  | عبود الجدعان              | مستقل (عشائر)     | الميادين           |
|  | أحمد شاشان                | مستقل (عشائر)     | الميادين           |
|  | دحام رجا الدندل           | حزب البعث (عشائر) | البوكمال           |
|  | فهد مشرف الدندل           | مستقل (عشائر)     | البوكمال           |

### محافظة الرشيد
كان لمحافظة الرشيد 5 مقاعد بينها 3 للعشائر: الرقة (3 مقاعد) تل أبيض (مقعد واحد)، عين عيسى (مقعد واحد).
|  | اسم           | الحزب         | الدائرة الانتخابية |
|  | ------------- | ------------- | ------------------ |
|  | فيصل الهويدي  | مستقل (عشائر) | الرقة              |
|  | حامد الخوجا   | مستقل         | الرقة              |
|  | مصطفى الكعكجي | مستقل         | الرقة              |
|  | خلف الحسان    | مستقل (عشائر) | تل أبيض            |
|  | مجحم بن مهيد  | مستقل (عشائر) | عين عيسى           |

### محافظة حلب
كان لمحافظة حلب ثماني دوائر وخصص لها 37 مقعدًا: حلب (16 مقعدًا، بينهم 5 مقاعد للمسيحيين)، جبل سمعان (5 مقاعد)، الباب (3 مقاعد)، عين العرب (مقعدين)، منبج (7 مقاعد)، أعزاز (3 مقاعد)، جرابلس (مقعد واحد).
|  | الاسم                            | الحزب            | الدائرة الانتخابية |
|  | -------------------------------- | ---------------- | ------------------ |
|  | معروف الدواليبي                  | حزب الشعب        | حلب                |
|  | رشاد برمدا                       | حزب الشعب        | حلب                |
|  | علاء الدين الجابري               | حزب الشعب        | حلب                |
|  | أسعد كوراني                      | الحزب الوطني     | حلب                |
|  | عبد السلام كنعان                 | الحزب الوطني     | حلب                |
|  | عبد الفتاح أبو غدة               | الإخوان المسلمون | حلب                |
|  | أحمد قنبر                        | حزب الشعب        | حلب                |
|  | عبد الخالف نهاد إبراهيم باشا     | حزب الشعب        | حلب                |
|  | مصطقى الزرقا                     | الإخوان المسلمون | حلب                |
|  | بكري القباني                     | مستقل            | حلب                |
|  | محمد طلس                         | الحزب الوطني     | حلب                |
|  | إبراهيم قره مانوكيان             | مستقل            | حلب                |
|  | ليون زمريا                       | الحزب الوطني     | حلب                |
|  | نعوم السيوفي                     | الحزب الوطني     | حلب                |
|  | كريكور أبلغاتيان                 | مستقل            | حلب                |
|  | جوزيف جرمق                       | مستقل            | حلب                |
|  | حسين علي شاهين عواد              | حزب الشعب        | جبل سمعان          |
|  | حسن عبد الكريم دندل              | حزب الشعب        | جبل سمعان          |
|  | محمد عزت بن عارف آل إبراهيم باشا | حزب الشعب        | جبل سمعان          |
|  | إسماعيل بن الحاج بركات الناصر    | حزب الشعب        | جبل سمعان          |
|  | أحمد توفيق طاهر آغا عبد الكريم   | حزب الشعب        | جبل سمعان          |
|  | طاهر الحاج فاضل                  | مستقل            | الباب              |
|  | عبد الله جسوقه                   | مستقل            | الباب              |
|  | أحمد علي آغا                     | مستقل            | الباب              |
|  | شاهين مصطفى شاهين                | مستقل            | عين العرب          |
|  | عصمت بوظان شاهين                 | مستقل            | عين العرب          |
|  | دياب الماشي                      | حزب الشعب        | منبج               |
|  | إبراهيم بن شلاس إبراهيم          | حزب الشعب        | منبج               |
|  | محمد حازم بن وفا اللبني          | حزب الشعب        | منبج               |
|  | محمد منان الشيخ إسماعيل زاده     | حزب الشعب        | منبج               |
|  | أحمد جعفر شيخ إسماعيل زاده       | حزب الشعب        | منبج               |
|  | محمد نوري عارف                   | حزب الشعب        | منبج               |
|  | محمد ذهني عثمان آغا              | حزب الشعب        | منبج               |
|  | أحمد بن الحاج أحمد حسن كنو       | حزب الشعب        | أعزاز              |
|  | نافع بن هادي بكار                | حزب الشعب        | أعزاز              |
|  | علي بن حسن حنيدان                | حزب الشعب        | أعزاز              |
|  | علي محلي إبراهيم                 | مستقل            | جرابلس             |

### محافظة إدلب
ضمت محافظة إدلب خمس دوائر وخصص لها 11 مقعدًا هي: مدينة إدلب (مقعد واحد)، منطقة إدلب (4 مقاعد)، جسر الشغور (مقعدين)، معرة النعمان (مقعدين)، حارم (مقعدين).
|  | اسم                       | الحزب        | الدائرة الانتخابية |
|  | ------------------------- | ------------ | ------------------ |
|  | محمد أديب أصفري           | حزب الشعب    | مدينة إدلب         |
|  | عبد الحميد دويدري         | حزب الشعب    | منطقة إدلب         |
|  | حسن مصطفى حاج حسين        | حزب الشعب    | منطقة إدلب         |
|  | خالد عبيدين               | حزب الشعب    | منطقة إدلب         |
|  | محمد فهمي عاشوري          | حزب البعث    | منطقة إدلب         |
|  | نعسان زكي النجاري         | الحزب الوطني | جسر الشغور         |
|  | نجدت النجاري              | الحزب الوطني | جسر الشغور         |
|  | أحمد نور اليوسفي          | حزب البعث    | معرة النعمان       |
|  | عماد الدين الحراكي        | مستقل        | معرة النعمان       |
|  | الوليد بن أحمد عبد الرحمن | حزب البعث    | حارم               |
|  | ناظم سعيد الكيالي         | الحزب الوطني | حارم               |

### محافظة اللاذقية
كان لمحافظة اللاذقية ثماني دوائر وخصص لها 20 مقعدًا: مدينة اللاذقية (3 مقاعد، بينهم مقعد واحد للمسيحيين)، منطقة اللاذقية (مقعدين)، الحفة (مقعدين)، جبلة (مقعد واحد)، بني علي (3 مقاعد)، بانياس (مقعدين)، طرطوس (3 مقاعد) وصافيتا (4 مقاعد، بينهم مقعد واحد للمسيحيين).
|  | اسم                             | الحزب            | الدائرة الانتخابية |
|  | ------------------------------- | ---------------- | ------------------ |
|  | نبيل الطويل                     | الإخوان المسلمون | مدينة اللاذقية     |
|  | محمد الشواف                     | حزب الشعب        | مدينة اللاذقية     |
|  | عادل مرقص                       | مستقل            | مدينة اللاذقية     |
|  | وهيب الغانم                     | حزب البعث        | منطقة اللاذقية     |
|  | منير الحافظ                     | مستقل            | منطقة اللاذقية     |
|  | محمد كامل علي                   | مستقل            | الحفة              |
|  | نديم مصطفى إسماعيل              | مستقل            | الحفة              |
|  | محمد نذير بن محمد راغب علي أديب | مستقل            | جبلة               |
|  | أحمد شفيق كنج                   | مستقل            | بني علي            |
|  | عثمان حسن إسبر                  | حزب الشعب        | بني علي            |
|  | أحمد علي الكامل                 | مستقل            | بني علي            |
|  | محمود حبيب                      | مستقل            | بانياس             |
|  | محمد الحسن                      | حزب البعث        | بانياس             |
|  | بديع إسماعيل                    | مستقل            | طرطوس              |
|  | رياض عبد الرزاق                 | الحزب الوطني     | طرطوس              |
|  | محيي الدين مرهج                 | الحزب الوطني     | طرطوس              |
|  | منير العباس                     | مستقل            | صافيتا             |
|  | محمد أمين رسلان                 | مستقل            | صافيتا             |
|  | عبد اللطيف اليونس               | مستقل            | صافيتا             |
|  | رفيق بشور                       | حزب الشعب        | صافيتا             |

### قبائل البدو
خُصّصت 7 مقاعد للقبائل البدوية.
|  | اسم                                     | الحزب | الدائرة الانتخابية        |
|  | --------------------------------------- | ----- | ------------------------- |
|  | دهام الهادي                             | مستقل | عشائر شمر الخرصة          |
|  | منير عبد المحسن                         | مستقل | عشائر شمر الزور           |
|  | متعب بن فواز الشعلان                    | مستقل | عشائر بادية الشام والحسنة |
|  | تامر بن طراد الملحم                     | مستقل | عشائر بادية تدمر          |
|  | طراد راكان المرشد                       | مستقل | حمص وحماة                 |
|  | عبد الإبراهيم بن إبراهيم باشا الإبراهيم | مستقل | عشائر الموالي             |
|  | فيصل نواف الصالح                        | مستقل | عشائر الموالي             |

## الإحصاءات

استناداً لتقرير جريدة النهار:
| الحزب                              | المقاعد | +/- |
| ---------------------------------- | ------- | --- |
| حزب الشعب                          | 33      | 3   |
| الحزب الوطني                       | 21      | 2   |
| حزب البعث العربي الاشتراكي وحلفاؤه | 20      | ▼ 2 |
| الإخوان المسلمون                   | 10      | 6   |
| حركة التحرر العربي                 | 4       | 2   |
| الحزب التعاوني الاشتراكي           | 0       | ▼ 2 |
| الحزب السوري القومي الاجتماعي      | 0       | ▼ 2 |
| الحزب الشيوعي السوري               | 0       | ▼ 2 |
| مستقلون                            | 62      |     |
| عشائر ريفية (تضم الأكراد)          | 15      | 6   |
| عشائر البدو                        | 7       |     |
| المجموع                            | 172     | +30 |